# St. Andreas in Antlas

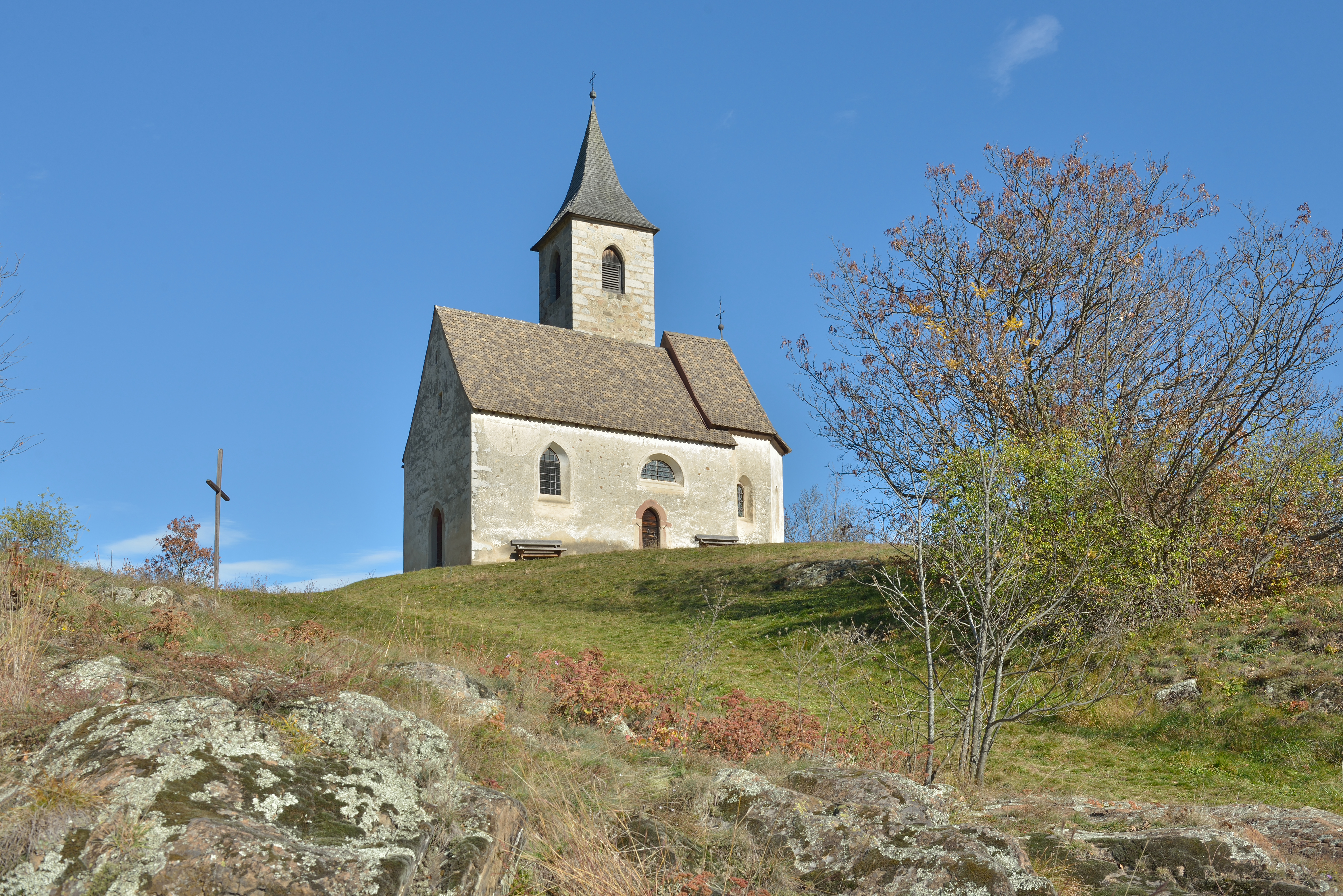
St. Andreas in Antlas

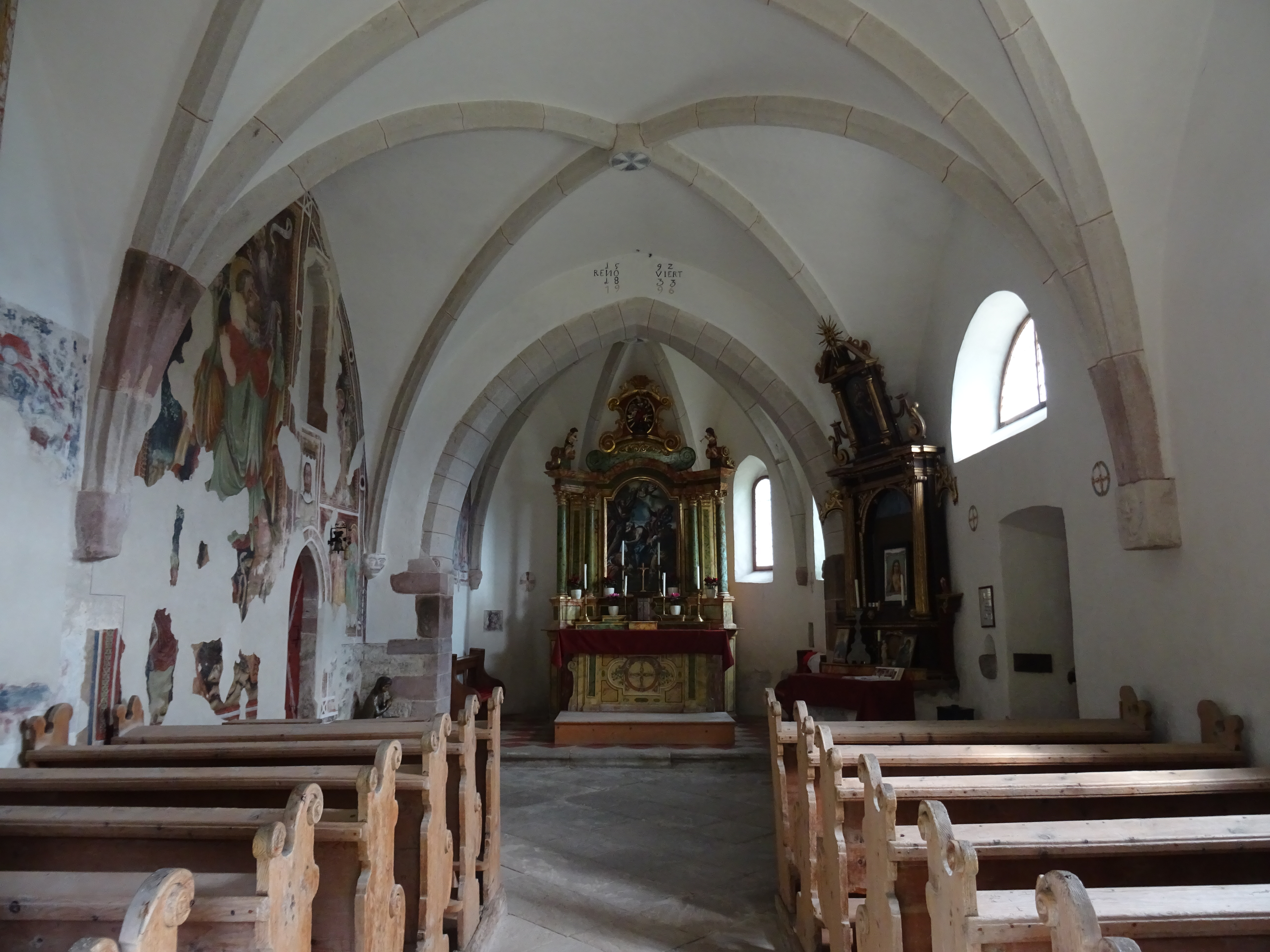
Innenraum Richtung Chor

St. Andreas in Antlas ist ein geschütztes Baudenkmal in der Gemeinde Ritten in Südtirol. Die römisch-katholische Filialkirche der Pfarrei St. Ottilia in Lengstein steht auf einem einsamen Hügel in Antlas, einem zu Lengstein gerechneten Weiler hoch über dem unteren Eisacktal.   

## Geschichte
Ähnlich der Kirche St. Verena in Rotwand, geht man von einer prähistorischen Besiedlung des Platzes aus, der in vorchristlicher Zeit als Kultstätte gedient haben könnte. Des Weiteren weist das Patrozinium des Apostels Andreas auf ein hohes Alter der Kirche hin. Mitte des 14. Jahrhunderts wurde der heutige frühgotische Bau errichtet. Antlas bildete früher eine Malgrei im Gericht Stein am Ritten, die 1432 erwähnt ist. Die Rechnungen des Kirchenprobstes reichen bis zum Jahr 1542 zurück. Im 18. Jahrhundert erhielt die Kirche zwei barocke Altäre und eine Kanzel. Früher fanden in der Kirche mehrmals im Jahr gestiftete Gottesdienste statt. Am 11. Januar 1983 erfolgte die Unterschutzstellung von Seiten des Südtiroler Landesdenkmalamtes.

## Beschreibung
Die Kirche verfügt an der Außenwand über zwei steingerahmte Spitzbogentüren. Langhaus und Chor sind im Innenraum mit einem gotischen Kreuzgewölbe versehen. An der Seitenwand befinden sich ein in jüngerer Zeit freigelegter frühgotischer Freskenzyklus aus der Zeit des 15. Jahrhunderts mit der Darstellung des Heiligen Christophorus, Margarethe, Stephanus und Laurentius. Am Chorbogen steht die Jahreszahl 1592. 